# Scopula rubella
Scopula rubella là một loài bướm đêm trong họ Geometridae.